# Шуринка
Шуринка — деревня в Промышленновском районе Кемеровской области. Входит в состав Тарасовского сельского поселения.

## География
Центральная часть населённого пункта расположена на высоте 236 метров над уровнем моря.

## Население
По данным Всероссийской переписи населения 2010 года, в деревне Шуринка проживает 473 человека (212 мужчины, 261 женщина).